# Troy: The Odyssey
Troy: The Odyssey è un film televisivo del 2017, diretto da Tekin Girgin, ispirato ai poemi Odissea e Iliade di Omero.

## Trama
Nel 1174 a.c. dopo dieci anni di combattimenti nella guerra di Troia, il guerriero greco Ulisse decide di mettersi in viaggio per tornare a casa, ma si trova invece ad affrontare una serie di disavventure per mare e per terra, insieme a una guerriera troiana prigioniera di nome Circe e ad un gruppo di fedeli soldati greci, si avventura per mare e per terra per tornare a casa nel regno dell'isola di Itaca, combattendo contro sirene marine, ciclopi e altre creature mistiche per tornare dalla moglie Penelope, perseguitata da un gruppo di pretendenti nella speranza che scelga di fare di uno di loro la propria sposa.

## Distribuzione
In Italia il film-tv è stato distribuito direttamente in streaming sulle piattaforme Pluto TV e Prime Video.